# Katalin (restaurang)

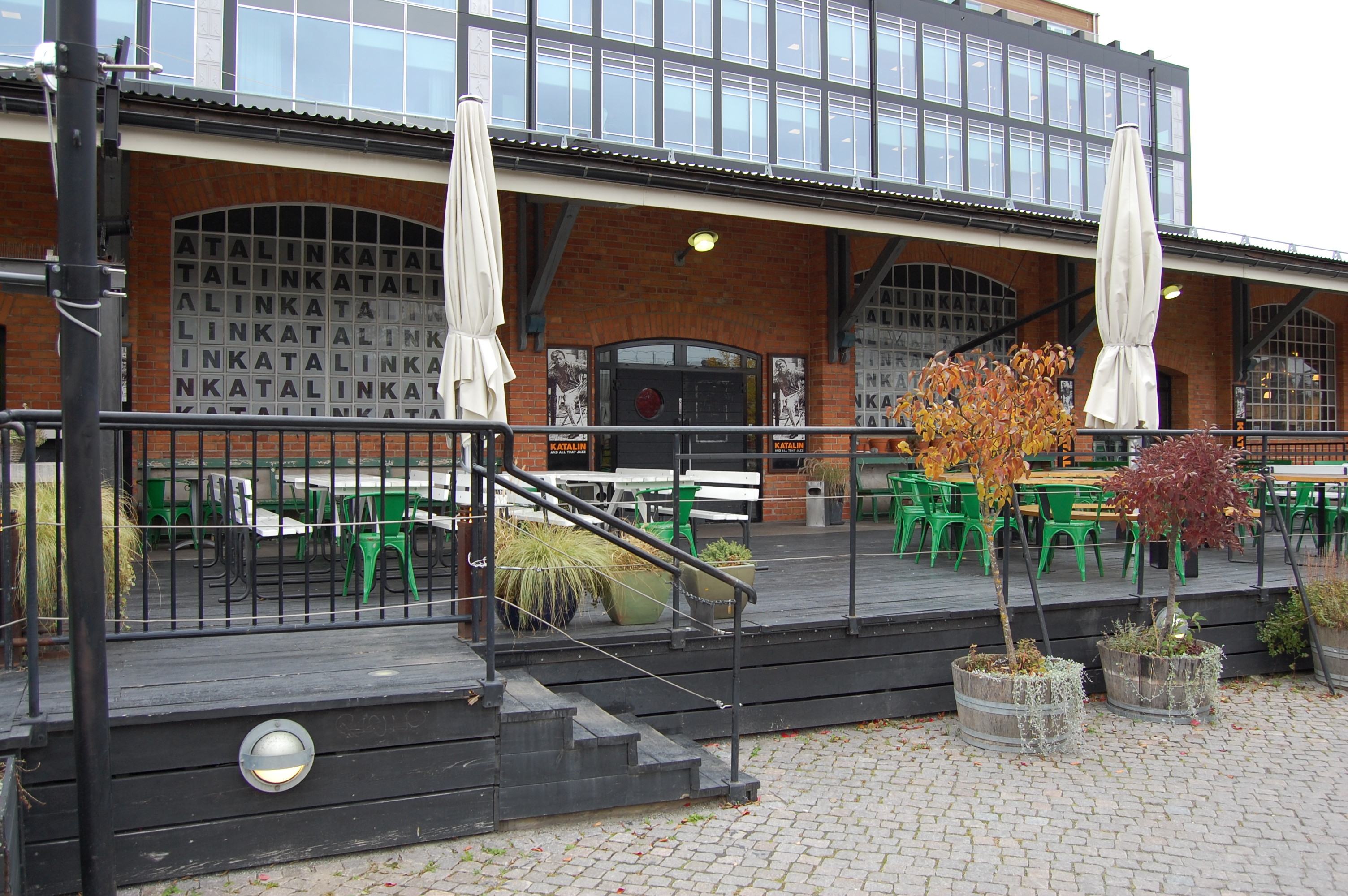
Katalins framsida

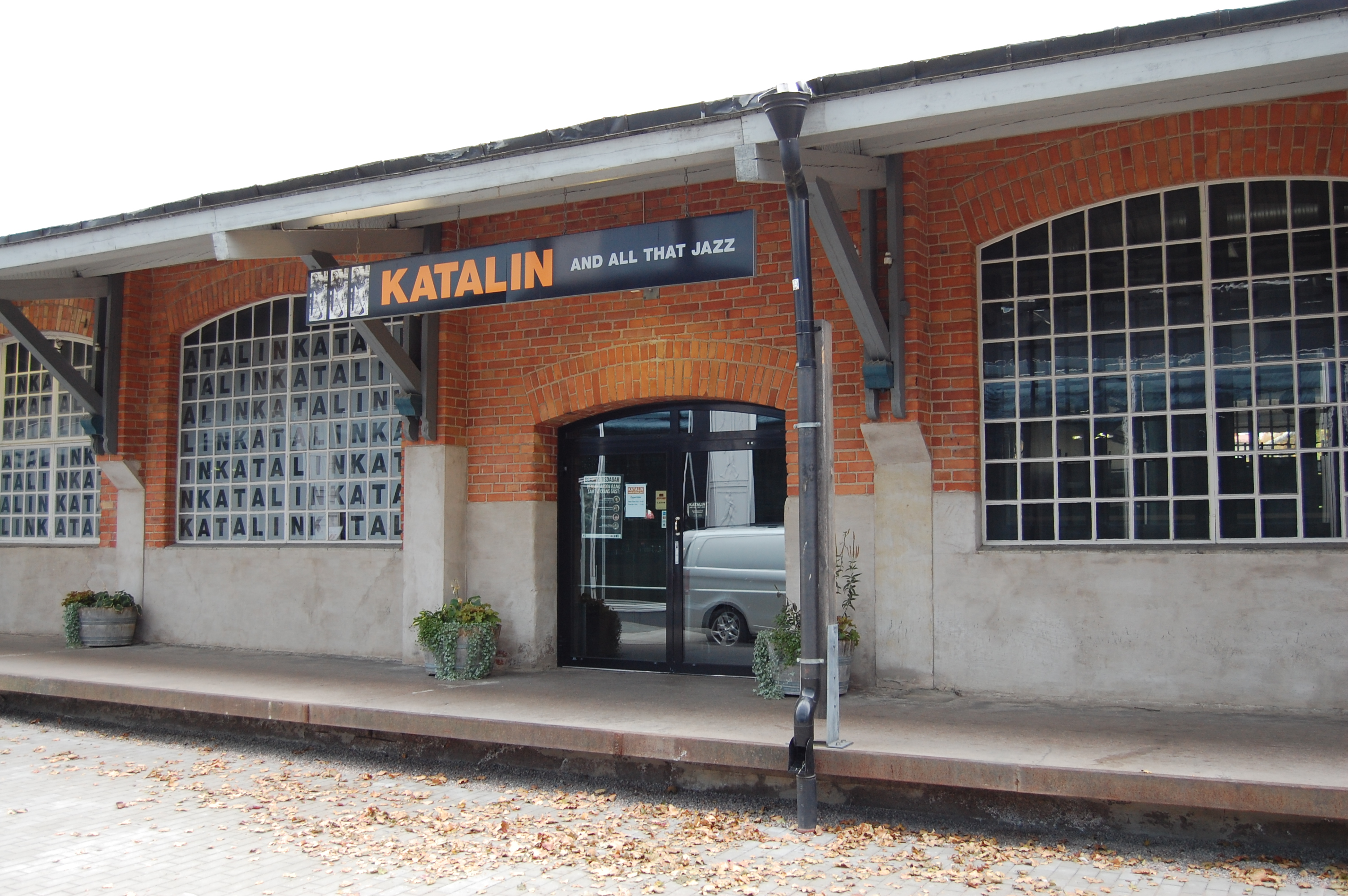
Katalins baksida

Katalin, fullständigt namn Katalin And All That Jazz, är en musikpub och restaurang i Uppsala med inriktning bland annat mot jazz och blues. Puben är ett centrum för Uppsalas musikliv; bland annat har Monica Zetterlund spelat in en skiva där . Katalin grundades av Katarina "Katalin" Varga Smith som "Café Katalin" i mitten på 1980-talet och låg då på Svartbäcksgatan 19. År 2000 lät ägaren renovera det gamla godsmagasinet vid Uppsala östra station, alldeles intill Uppsala centralstation, och skapade Katalin & All That Jazz. Etablissemanget har sedan dess utvecklats till att bli en av de viktigaste musikscenerna i Sverige. Ståuppkomediklubben Oslipat startade verksamhet i Katalin våren 2012.